# Fadime
Fadime ist ein türkischer weiblicher Vorname arabischer Herkunft (Fatima).

## Namensträgerinnen
- Fadime Örgü (* 1968), niederländische Politikerin türkischer Herkunft.
- Fadime Tuncer (* 1969), deutsche Politikerin türkischer Herkunft.